# Цой, Лаврентий Иванович
Лаврентий Иванович Цой (1916—1991) — советский учёный-животновод, доктор сельскохозяйственных наук, профессор, лауреат Государственной премии СССР, заслуженный зоотехник Казахской ССР.
Родился 19.04.1916 г. в с. Сидими (сейчас — с. Безверхово, Хасанский район Приморского края).
В 1936—1939 гг. работал в различных организациях в Северо-Казахстанской и Алма-Атинской областях.
Окончил Алма-Атинский зооветеринарный институт (1944).
В 1944—1948 годах младший научный сотрудник Института экспериментальной биологии Академии наук КазССР, старший научный сотрудник Актюбинской станции животноводства. В 1948—1953 ГГ. на селекционной работе в Кастекском племенном овцеводческом совхозе (Алма-Атинская область). В 1953—1960 гг. старший научный сотрудник Южно-Казахстанской опытной станции животноводства.
С 1960 года доцент, с 1973 по 1986 год — заведующий кафедрой Алма-Атинского зоотехнико-ветеринарного института.
Заслуженный зоотехник Казахской ССР(1970),
Доктор сельскохозяйственных наук (1972), профессор (1974).
Селекционер овец. Соавтор породы овец южно-казахский меринос (Государственная премия СССР, 1970), совершенствовал её методы разведения. Соавтор монографии «Южно-казахский меринос».
Награждён Почётной грамотой Верховного Совета КазССР; Бронзовой медалью ВДНХ; медалью «За доблестный труд в Великой Отечественной войне 1941-1945 гг.».